# 2006年太平洋颶風季
2006年太平洋飓风季是2000年后最活跃的太平洋飓风季，一共形成了19场获得命名的风暴，其中18场是在东太平洋（西经140°以东的太平洋）形成，属美国国家飓风中心预警责任范围，1场是在中太平洋（国际日期变更线到西经140°之间的太平洋）形成，属中太平洋飓风中心责任范围。全部19场命名风暴中有11场达到飓风强度，6场成为大型飓风。飓风季于2006年5月15日从东太平洋、6月1日从中太平洋正式开始，同年11月30日结束。传统上每年绝大多数热带气旋都是这段时间在国际日期变更线以东的太平洋盆地形成。
飓风伊欧凯是全季最强风暴，在中太平洋达到五级飓风强度；气旋先后从约翰斯顿环礁附近和威克岛经过，造成了严重的破坏，但幸运的是没有导致人员丧生。本季最致命的风暴是飓风约翰，袭击下加利福尼亚半岛后一共夺走了6人的生命，飓风莱恩则是造成损失数额最高的气旋，在墨西哥西南部导致了价值2.03亿美元的破坏（2006年美元，相当于2023年的3.07億美元）。
5月下旬在墨西哥西南近海形成的热带风暴阿莱塔是本季首场风暴，接下来整个6月里一共只形成了一个热带低气压。7月一共形成了5场获得命名的风暴，其中包括全季次强的飓风丹尼尔。8月也形成了6场风暴，其中包括飓风伊欧凯和飓风约翰。9月相对而言较为平静，一共只产生两场风暴，其中包括飓风莱恩。10月和11月分别形成了三场和两场风暴，这也是有纪录以来11月首次有多于一场热带风暴形成。

## 季节预报
2006年5月22日，美国国家海洋和大气管理局发布了针对2006年大西洋和太平洋的热带天气活动预报。预计这年的太平洋飓风季的活跃程度会受到1995年开始并会长达数十年的周期阻碍，东北太平洋盆地的风切变会普遍增多。该机构预计这年东太平洋的热带天气活跃程度会低于平均水平，形成12到16场获得命名的风暴，其中6至8场会成为飓风，1到3场会达到大型飓风标准。预计中太平洋的活跃程度也将低于平均水平，形成或是从东太平洋进入该区域的热带气旋一共只有2到3个。根据预测，这年的厄尔尼诺现象或拉尼娜现象都不会对飓风季活跃程度产生重大影响。
5月15日，飓风季在西经140°以东的太平洋正式开始，6月1日再在国际日期变更线到西经140°之间的太平洋正式开始，同年11月30日结束。传统上这样的日期界定了一年中绝大多数热带气旋在国际日期变更线以东太平洋盆地形成的时间段。

## 季节总结

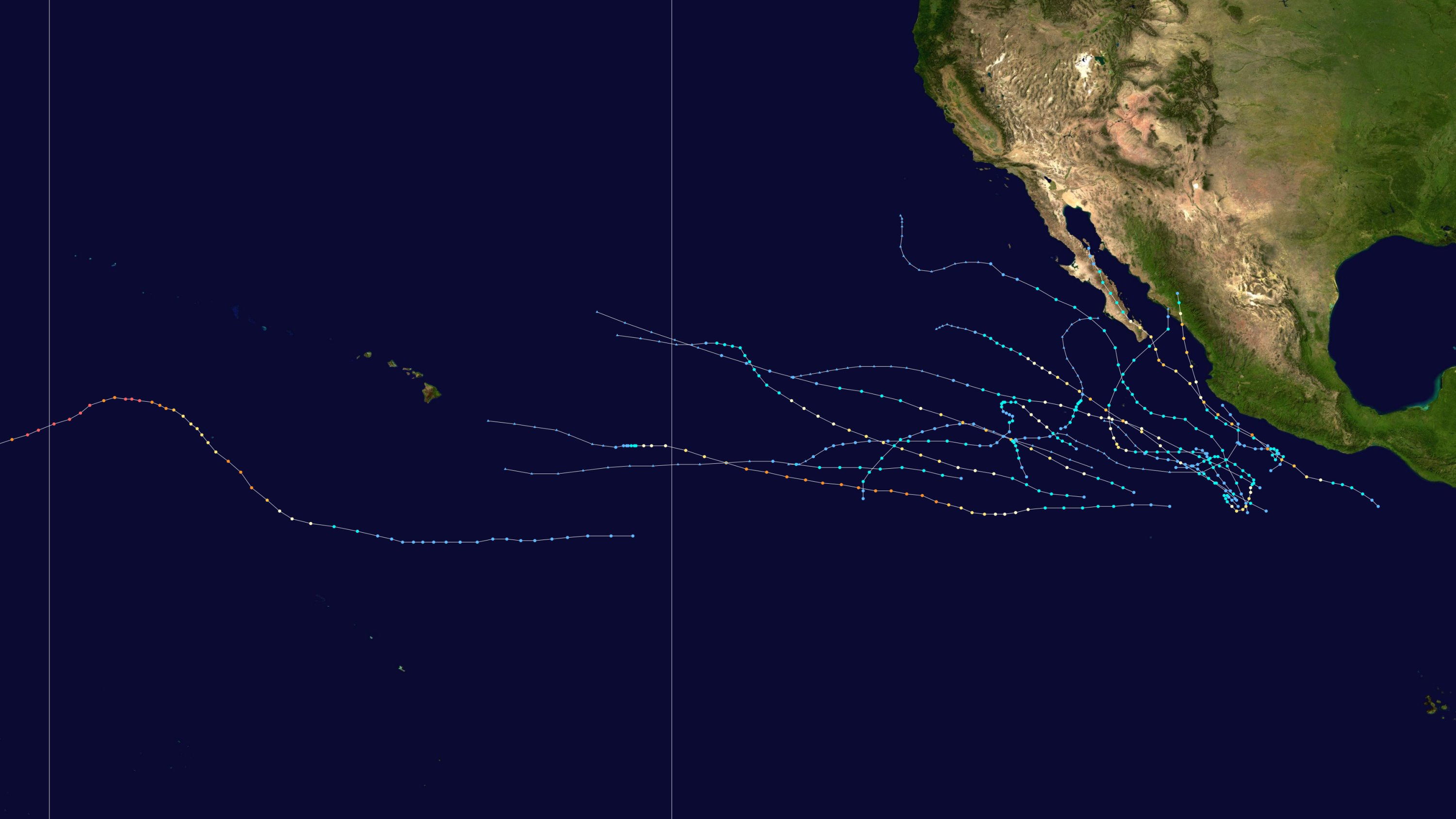
本季所有风暴的路径图

从1966年开始，每年太平洋飓风季在6月时都会平均形成两场获得命名的风暴，但2006年却一场都没有，截至2013年，这种情况一共只发生过4次，另外3次分别是1969、2004和2007年。到了7月，飓风季的活跃程度显著提高，形成了5场获得命名的风暴，其中包括全季次强的飓风丹尼尔。8月又形成了6场风暴，其中包括飓风伊欧凯和飓风约翰。9月相对而言较为平静，一共只产生两场风暴，其中包括飓风莱恩。到了这个时候，厄尔尼诺现象已经在整个太平洋出现，增强了太平洋飓风季的活跃程度。
10月形成了3场获得命名的风暴，其中包括飓风保罗。11月东太平洋盆地的热带天气活跃程度刷新了气旋能量指数的纪录，一共形成3个热带气旋，其中两个达到热带风暴标准，之前东北太平洋只有1961年在11月形成了两场热带风暴。此外，2006年墨西哥一共受到4个热带气旋的吹袭，并且袭击的都是太平洋海岸，大西洋海岸寂然无声。除了其中一个袭击的是下加利福尼亚半岛外，另外三个都是吹袭墨西哥本土。
10月下旬，中太平洋最北端持续有一场温带风暴存在。系统飘流到水温高于正常水平2°C的洋面，其中心附近逐渐发展出对流。到11月2日时，卫星数据表明位于俄勒冈州以西约1450公里的系统风速已经达到每小时95公里。气旋中还发展出风眼和风眼墙。之后在向东北方向移动的过程中逐渐减弱，于11月4日消散。美国国家航空航天局认为这一天气系统属亚热带风暴，但由于其形成位置不在任何监控组织的监测范围内，因此没有获得命名。在实际操作中，美国海军把此系统作为热带扰动统计，给其编号91。

## 风暴

### 热带风暴阿莱塔
5月27日，墨西哥阿卡普尔科西南方向约305公里海域形成了2006太平洋飓风季的第一个热带低气压。系统缓慢组织成热带风暴，最大持续风速每小时75公里。相对而言，5月形成获得命名的热带气旋是较为罕见的情况，不过热带风暴阿莱塔的形成使得2006年成为在5月有命名风暴形成的连续第7个年头。气旋朝墨西哥西南方向的格雷罗州海岸逼近，促使墨西哥政府向蓬塔马尔多纳多（Punta Maldonado）到锡瓦塔内霍之间地区发布热带风暴观察预警。阿莱塔接下来在格雷罗州和瓦哈卡州海岸线上空基本停止移动，之后再转向西进，于5月30日消散。
墨西哥普遍出现中等程度降水，两州都有局部地区的24小时降雨量达到近100毫米。不过没有出现这场风暴造成人员伤亡、破坏或洪灾的报道。

### 第二号热带低气压
阿莱塔消散次日，墨西哥西南部近海发展出另一片扰动天气区。强烈的风切变使得系统发展缓慢，但到了6月3日，其中已经拥有足够的对流，组织结构也有所改善并因此获归类成热带低气压。低气压在向墨西哥西南海岸逼近过程中一度增强到接近热带风暴标准，但由于受到持续存在的风切变影响，气旋最终弱化，于6月4日消散。
虽然始终没有发展成热带风暴，但风暴仍然产生了暴雨，阿卡普尔科记录下的48小时总计降雨量达486毫米。据报道，降水引发了泥石流和山洪爆发，迫使72人离开家园。没有出现这场风暴造成人员丧生或严重破坏的报道。

### 飓风巴德
7月11日，经过一个多月的沉寂，下加利福尼亚半岛近海的一片扰动天气发展成热带低气压。系统存在期间总体保持向西北偏西方向移动，并在这一过程中迅速增强成热带风暴和飓风。风暴中发展出层次分明的风眼，巴德也发展成本季第一场大型飓风。7月13日，飓风达到风力时速205公里的最高强度，然后就因水温降低，大气稳定而开始减弱。到7月15日时，巴德已降级成热带低气压，并在次日退化成残留低气压区。风暴残留令夏威夷州普遍降下小雨。

### 飓风卡洛塔
6月30日，一股东风波离开非洲海岸，在穿越大西洋期间没有得到发展，于7月9日穿越中美洲进入东北太平洋。系统中的雷暴活动有所增加，于7月12日在格雷罗州锡瓦塔内霍以南约465公里洋面组织成第四号热带低气压。这股低气压的规模很大，以较快速度向西北偏西方向、墨西哥西北部上空一个高压脊的南部前进，其外围雨带从沿海地区经过，产生的降雨量总计不到25毫米。成为热带低气压仅6小时后，系统就升级成热带风暴并获名“卡洛塔”（Carlotta）。7月12日晚，气旋中已发展出带状特征，并于次日清晨在下加利福尼亚半岛最南端以南约700公里海域达到飓风强度。
卡洛塔在强化过程中逐渐变得更为紧凑，于7月13日达到风力时速140公里的最高强度。中心有风眼形成，美国国家飓风中心短暂预测风暴会达到大型飓风标准。但由于西面飓风巴德产生的风切变增多，卡洛塔的强度回落，风眼和对流都出现恶化。7月14日，卡洛塔短暂降级成热带风暴，但由于风切变减少又重新增强成飓风。不过这次的飓风强度也只保持了很短的时间，风暴中心进入水温较低的海域，因此气旋再次减弱成热带风暴。7月15日晚，系统环流与对流已经相互分离，于7月16日降解成热带低气压，再于次日退化为残留低气压。环流继续保持总体向西移动的趋势，于7月20日在夏威夷群岛以东约2400公里洋面消散。

### 飓风丹尼爾
7月16日，曼萨尼约西南偏南方向约845公里海域的一片热带扰动迅速组织并发展出对流活动，成为热带低气压。系统继续增强，于次日成为热带风暴并获命名为“丹尼爾”（Daniel）。7月18日，气旋达到飓风标准，并在两天后开始进入爆发性增强期，成为大型飓风后进一步强化成四级飓风，最高强度达到风力时速240公里。丹尼尔进入眼墙置换周期，这在强烈飓风中很常见。风暴之后成为环形飓风，令其在四级强度下保持的时间得以延长。
7月24日清晨，气旋进入中太平洋，预计会以热带风暴强度对夏威夷产生影响。但是系统在开放海域遭遇弱转向气旋，令其移动速度大幅降低。7月25日，风暴迅速降级成热带低气压，中太平洋飓风中心于7月26日发布了针对这一天气系统的最后一份公告，这次其位置距夏威夷东部还有非常远的距离。风暴残留之后经过夏威夷群岛，产生的暴雨引发洪灾。茂宜岛上的西威鲁埃基（West Wailuaiki）在一天中记录到98.3毫米降雨量，是这场飓风在单日内产生降水最多的所在。

### 热带风暴艾米利亚
7月21日，一股东风波在阿卡普尔科近海发展成热带低气压。系统总体向西北偏北方向移动，于7月22日成为热带风暴并获名“艾米利亚”（Emilia），并在曼萨尼约西南方向约280公里洋面经过。这天风暴中开始有风眼墙形成，气旋也达到每小时105公里的最高风速。由于风切变的不利影响，艾米利亚短暂减弱，但在转朝下加利福尼亚半岛逼近后很快就重新增强。7月26日，风暴再次达到风力时速105公里的最高强度，此后不久就在下加利福尼亚州最南端西南方向约95公里近海掠过。接下来气旋因行经海域水温降低而减弱，于7月27日降级成热带低气压，再于7月28日退化成缺乏对流的残留低气压。系统残留于7月31日在美国加利福尼亚州圣地亚哥西南偏西方向约800公里洋面消散。
墨西哥西南部海岸沿线出现热带风暴强度大风，降水导致下加利福尼亚半岛南部出现轻度洪灾，阵风致使建筑物和输电线缆受损。艾米利亚的水分一直延伸到美国西南部境内，亚利桑那州出现雷暴和降雨并引发洪灾。风暴给南加州带去小雨，有利于当地消防员控制山火。

### 热带风暴法比奥
7月15日，一股东风波离开非洲西海岸，于7月25日进入太平洋。7月28日，系统中的对流已有所增加，并于协调世界时7月31日下午18点在下加利福尼亚半岛最南端的西南方向约1580公里洋面发展成第七号热带低气压，接下来又在6小时后升级成热带风暴并获名“法比奥”（Fabio）。由于北面有高压脊的影响，风暴向西面行进，于8月1日达到最大持续风速每小时85公里的最高强度。接下来气旋因风切变和干燥空气增多而减弱，于8月3日降级成热带低气压，同日晚些时候又退化成残留低气压。系统残留继续西进，于8月7日穿过夏威夷州。
法比奥没有直接对陆地构成影响，不过其残留在夏威夷降下暴雨。夏威夷岛局部地区在24小时里降雨量就达到73毫米，创下该岛7月单日降雨量的新纪录。降水最多的是考艾岛怀厄莱阿莱峰（Mount Waiʻaleʻale），24小时降雨量高达383毫米，这一数字比整个夏威夷州之前任何一个月的降水总量都要高。暴雨引起哈纳雷河泛滥，导致一条高速公路因桥梁被淹而封闭。降水致使欧胡岛道路积水，河流沿岸出现洪灾。一条步道沿线共有24名远足人士因河流涨水被困，需要直升机救援。

### 热带风暴吉尔玛
7月17日，一股东风波离开非洲海岸，在穿越大西洋过程中没有得到发展。7月25日，东风波进入东太平洋，并逐渐发展出一片有组织的对流区。由于外界的上层风环境有利，系统于8月1日在阿卡普尔科西南方向数百英里外组织成热带低气压。低气压起初向西北偏西方向移动，虽然存在风切变的不利影响，但低气压还是在8月1日晚升级成热带风暴并获名“吉尔玛”。风切变使系统无法得到进一步强化和组织，气旋于8月2日清晨减弱成热带低气压。低气压转向西进，于8月4日降解成残留低气压。

### 飓风赫克托
7月31日，一股东北波离开非洲海岸，在经过大西洋期间没有得到发展，于8月10日穿越中美洲进入东北太平洋。对流逐渐增长，到8月13日时，墨西哥阿卡普尔科以南约605公里海域已发展出一片广阔的低气压区。系统继续组织，于8月15日下午18点左右在下加利福尼亚州最南端西南偏南方向约1045公里洋面发展成热带低气压。气旋向西北偏西方向移动，其北面存在一个从墨西哥北部同西一直延伸到太平洋的高压脊。系统快速增强，于8月16日清晨达到热带风暴强度并获名“赫克托”（Hector）。风暴继续稳步强化，于8月17日早上6点达到飓风标准，估计之后还于8月18日早上6点在下加利福尼亚州最南端西南方向约1665公里海域达到风力时速175公里的最高强度。
赫克托在二级飓风强度下保持了约24小时。此后不久就因遇到温度较低的海水和西向风切变而开始逐渐减弱，于8月20日弱化成热带风暴。不久后，风暴遇到副热带高压脊的一处薄弱环节，因此开始缓慢向西北方向移动。到8月21日时，系统中的对流已局限在环流东北部。风切变的强度还不足以令气旋彻底消亡，因此赫克托在风速每小时85公里的热带风暴强度下又保持了约24小时。8月22日，系统中的降雨和雷暴活动都已消散，风暴因下层东向气流的影响朝西转向。8月23日凌晨0点，赫克托降级成热带低气压，再于6小时后退化成残留低气压。残余的环流于8月24日在夏威夷群岛以东约1210公里海域消散。

### 飓风伊欧凯
8月20日，夏威夷州以南较远处的热带辐合带发展出一个气旋，并因水温较高、风切变较少，并且外流环境有利而得以在48小时内从热带低气压迅速增强成四级飓风。8月22日晚，伊欧凯快速弱化成二级飓风，然后穿过约翰斯顿环礁。两天后，风暴因外界环境有利而再次进入爆发性增强期，于8月25日成为本季唯一一场五级飓风后越过国际日期变更线。估计当时其气压为915毫巴，成为中太平洋有纪录以来的最强飓风。气旋强度在向西行进的过程中不断波动，于8月31日以风力时速249公里从威克岛附近经过。伊欧凯转向西北并逐渐减弱，之后又转向北上，到9月6日时已转变成温带气旋。。这个时候，系统已经持续了19天时间，先后三次达到萨菲尔-辛普森飓风等级下的五级飓风强度标准。风暴残留加速向东北方向前进，最终进入阿拉斯加州领空。
伊欧凯行经中太平洋（飓风）和西太平洋（台风）盆地期间没有对任何永久性人口聚居区构成影响。约翰斯顿环礁有12人在飓风经过期间躲进防风掩体，据这些人估计，当时风暴风速在每小时160公里以上，令岛上树木受损，但没有对该岛生活的鸟类构成影响。气旋给威克岛造成总额约8800万美元（2006年美元，相当于2023年的1.33億美元）的中等程度损失，其中大部分是建筑物及其屋顶受损，基础设施基本没有受到影响。岛上的所有军事人员均已撤离，这也是继1967年的台风莎娜（Sarah）以来该岛首次全面疏散。之后，风暴的温带残留在阿拉斯加州海岸产生了强烈的风暴潮，导致一定程度的海滩侵蚀。

### 飓风伊莱亚娜
8月8日，一股东风波离开非洲海岸向西行进，于8月16日进入东北太平洋，8月21日在阿卡普尔科附近洋面发展成热带低气压，并且仅6小时后就达到热带风暴标准并获名“伊莱亚娜”（Ileana）。气旋继续增强，于24小时后升级成飓风，再在一天后达到大型飓风强度。风暴达到最大持续风速每小时195公里的最高强度后，于8月24因接触的水温降低而开始缓慢减弱。8月27日早上，系统降级成热带低气压，之后很快退化成残留低气压，于8月29日消散。伊莱亚娜沿墨西哥海岸线北上期间给沿海地区带去小雨，索科罗岛上纪录下飓风强度狂风。卡波圣卢卡斯（Cabo San Lucas）附近有一名男子因遭遇大浪溺毙。

### 飓风约翰
8月28日，墨西哥阿卡普尔科西南方向海域有一片持续存在的低气压区发展成热带低气压，并于同日晚些时候增强成热带风暴并获命名为“约翰”（John），再在24小时后强化成飓风。系统进入爆发性增强期，于8月29日晚成为大型飓风，8月30日又达到四级飓风标准。几个小时后，飓风进入眼墙置换周期，随后在近距离沿墨西哥海岸线平行移动过程中减弱成三级飓风。由于眼墙置换以及与陆地间产生的相互作用影响，飓风约翰的风力时速于8月31日晚降低到169公里，但之后不久就重新增强成大型飓风。9月1日，风暴以二级飓风强度从下加利福尼亚半岛最南端附近登陆。气旋继续沿下加利福尼亚半岛东部海岸向西北方向移动，到9月3日时已降级成热带低气压，于9月4日在加利福尼亚湾消散。
飓风约翰在墨西哥西南海岸沿线产生狂风暴雨和强烈的海潮，造成树木倒塌、道路被淹，还引发了泥石流。下加利福尼亚半岛普降暴雨，哈利斯科州洛斯普兰尼斯（Los Planes）在24小时内降雨量就达到276毫米。暴雨引发洪灾，阻塞道路，还导致一处大坝溢出。狂风暴雨摧毁了数以千计的简陋房屋。墨西哥共有5人丧生，损失数额达6.63亿墨西哥比索（相当于2006年的6080万美元和2023年的9189萬美元）。风暴残留产生的降水导致德克萨斯州出现洪灾，10号州际公路位于艾尔帕索境内的约800米路段被迫封闭。新墨西哥州南部因降水导致许多街道被淹，还造成了轻度破坏。风暴的热带湿气给亚利桑那州和南加利福尼亚州南部带去降水，共引发了8起泥石流灾害，有19辆车被困，但幸运是没有造成人员伤亡。

### 飓风克里斯蒂
8月30日，下加利福尼亚州西南偏南方向约850公里海域一股东风波的组织性得到增强，发展成第十二号热带低气压。次日，系统增强成热带风暴并获命名为“克里斯蒂”（Kristy），随后又升级成飓风。不过气旋在飓风强度下保持的时间不长，这部分是因为受到了飓风约翰的影响。两个天气系统间有出现藤原效应的可能，这会导致克里斯蒂减弱，或是被约翰的环流吸收。不过这一情况最终没有出现，克里斯蒂在达到最大强度后稳步减弱，并表现出即将消散的迹象，但是，系统于9月3日和5日两次出现对流爆发而重新达到热带风暴标准。在热带风暴和热带低气压强度间经过数次波动后，气旋于9月7日退化成残留低气压，最终在9月8日消散，自始至终没有对陆地构成影响。

### 飓风莱恩
9月13日，墨西哥阿卡普尔科西南偏西方向约200公里的一片热带扰动天气逐渐组织，发展成2006年东太平洋飓风季的第十三号热带低气压。由于外界环境有利，低气压于当晚增强成热带风暴并获名“莱恩”（Lane）。气旋沿墨西哥海岸平行移动，并在这一过程中继续强化，于9月15日成为飓风，并在次日清晨达到大型飓风标准。9月16日，飓风莱恩在登陆锡那罗亚州海岸前不久达到最大持续风速每小时205公里的最高强度。进入陆地上空后，风暴迅速减弱，于9月17日消散。
莱恩在热带风暴时期就在墨西哥西海岸沿线降下暴雨并产生大浪，阿卡普尔科的洪水深度达40厘米；当地机场也出现洪水，但服务并未中断。墨西哥共有4人遇难，经济损失达22亿墨西哥比索（相当于2006年的2.03亿美元和2023年的3.07億美元），其中锡那罗亚州的损失数额就占到一半，当地农作物遭受沉重打击。估计有4320户民房受到这场飓风影响，约3万公里道路和高速公路受到一定程度的破坏，还有多座桥梁被毁。

### 热带风暴米利安
9月15日，热带辐合带北向沿伸段的一片扰动天气和一股东风波发展出闭合环流。系统所处位置离飓风莱恩很近，并受其影响向东北方向移动，9月16日，系统在墨西哥卡波圣卢卡斯西南方向约805公里海域成为第十四号热带低气压。低气压快速增强，于同日晚些时候组织成热带风暴并获命名为“米利安”（Miriam）。达到风力时速70公里的最高强度后，风暴因水温降低和垂直风切变增多的不利影响迅速减弱，环流也在9月17日同对流分离。略朝北面转向后，米利安降级成热带低气压，再在9月18日退化成残留低气压。残余环流转朝西北方向前进，之后又转向东进，于9月21日在下加利福尼亚州以西近海消散。这场风暴没有造成人员伤亡和破坏，只有一艘船在其中心附近记录下超过热带风暴强度的大风。

### 第二号热带低气压
9月19日，一片与热带辐合带关联的扰动天气区得到充分组织而成为第二号热带低气压。气象部门起初以为低气压源于飓风克里斯蒂的残留，但在之后的重新分析中确认两者相互独立。系统起初所处环境风切变很少，水温也高，有利于迅速发展，所以中太平洋飓风中心预测气旋会出现大幅强化，至少可以达到飓风标准。但是，北面的一个高气压系统致使低气压上空的风切变增多，中心附近的对流遭到剥离。9月20日，热带低气压减弱成残留低气压，未能达到热带风暴强度。	

### 第三号热带低气压
9月期间，太平洋普遍出现厄尔尼诺现象，使国际日期变更线附近海域水温升高。第二号热带低气压消散后这里又形成了另一片扰动天气，虽然结构混乱，但仍得以持续存在。9月26日，系统中有明显的环流存在，中太平洋飓风中心开始针对第三号热带低气压发布公告。强烈的风切变使低气压无法得到任何发展，系统最终在9月27日消散。

### 热带风暴诺曼
10月初，墨西哥海岸以西洋面开始有低气压系统组织，于10月9日发展成第十五号热带低气压。次日，低气压强化成热带风暴并获命名为“诺曼”（Norman），但由于海面温度较低，风切变较强而无法得到进一步发展。气旋开始缓慢减弱，于10月11日退化成残留低气压。系统残留转向东进，与墨西哥西南近海的另一片热带扰动融合并开始缓慢组织。10月15日，系统在曼萨尼约东南偏南近海重新归类成热带低气压，但只过了几小时就再度消散。
风暴给墨西哥西南部带去暴雨，米却肯州局部降雨量达到最高的161毫米。阿卡普尔科周边地区因降水引发洪灾和泥石流，对170套民居构成影响，其中有20套被毁。约300公顷农田受到破坏。起初还报告有两人失踪，不过之后的报告证实这场风暴没有造成人员伤亡。

### 热带风暴奥利维亚
9月18日，一股东风波离开非洲海岸向西行进，这一期间没有得到发展，于9月29日进入东太平洋。进入太平洋后，对流沿东风波轴线增长，于10月5日催生出广阔的低气压区。虽然存在风切变的不利影响，系统仍于10月9日在下加利福尼亚州最南端的西南偏西方向约2190公里洋面组织成第十六号热带低气压。由于受到高气压的影响，低气压向北飘移。升级成热带风暴6小时后，奥利维亚达到每小时75公里的最大持续风速，但由于风切变的不利影响，对流仍然局限在系统北面。10月11日，气旋中的对流活动消失，风暴也弱化成热带低气压。10月13日，奥利维亚退化成残留低气压。系统残留向东北偏北方向移动，于10月15日被热带风暴诺曼的残留吸收，始终没有对陆地产生影响。

### 第四号热带低气压
10月中旬，热带辐合带延伸到穿越了中太平洋，类似于延长的季风槽。夏威夷西南方向远距离海域形成扰动天气区，并连续多日得到缓慢发展。10月13日晚，系统中发展出下层环流和持续性的对流，中太平洋飓风中心将位于檀香山西南方向约1200公里洋面的系统归类为第四号热带低气压。低气压形成时所处海域存在异常的转向气流，气旋因受其影响而向东前进。由于有上层低压槽逼近，美国国家飓风中心估计系统会很快因风切变而消散，但也指出低压槽有可能提供有利于发展的外流通道，促使低气压强化。10月14日，强烈的风切变令对流完全从中心分离，系统退化成残留低气压。
残余环流继续缓慢向东移动，于10月16日消散。与此同时，其对流向东北方向的上层低压槽逼近，于10月17日给夏威夷岛带去暴雨并引发洪灾。当地这时还受到一场地震的摧残，因此这些降水更是雪上加霜。

### 飓风保罗
飓风保罗源于10月21日的一片扰动天气区，系统进入一片水温较高，风切变逐渐减少的海域而得以缓慢增强，于10月23日达到飓风强度，并在同日晚些时候达到每小时165公里的最大持续风速，属二级飓风标准。由于受到强烈低压槽的影响，飓风转向北上，之后又转朝东北方向前进，进入存在强烈风切变的海域，9月24日，保罗减弱成热带风暴，随后在下加利福尼亚半岛以南近海掠过。10月25日，气旋在距墨西哥海岸不远处降级成热带低气压，并在短暂朝远离海岸方向移动后于10月26日登陆锡那罗亚州西北部。
保罗是继飓风约翰和飓风莱恩以来本季第三场对墨西哥西部构成威胁的飓风。强烈的海潮在南下加利福尼亚州沿海夺走了两条人命，锡那罗亚州也有两人因洪灾遇难。墨西哥本土普遍出现中等程度降水，锡那罗亚州马萨特兰的24小时降雨量总计达到58毫米。该国一共遭受了超过3500万墨西哥比索的损失（相当于2006年的320万美元和2023年的484萬美元）。

### 第十八号热带低气压
10月7日，一股东风波离开非洲海岸，之后催生出一片低气压区并继续西进，期间没有得到发展。10月20日，东风波进入太平洋，并在约4天后发展出一片雷暴区。到10月26日中午12点，曼萨尼约以南约260公里海域已经发展出热带低气压。系统起初所处洋面风切变很少，美国国家飓风中心估计气旋会进一步组织并强化至接近飓风标准。由于北面存在的高压脊影响，热带低气压起初保持着稳步西进的趋势。到了10月17日，风暴中的对流已经减少，美国国家飓风中心认为气旋不会得到显著增强。估计受到干燥空气的侵入影响，系统环流从雷暴中暴露出来并减弱，气旋转向南面飘流。到10月28日凌晨0点时，系统已减弱成不含对流的残留低气压，最终于次日消散。

### 热带风暴罗莎
10月22日，一股东风波离开西非海岸向西穿越大西洋，于11月2日进入太平洋，然后再于11月8日在曼萨尼约以南约710公里海域催生出热带低气压。外界环境有利于系统发展，但风切变仍然导致对流从环流分离。风暴存在期间一直因一个副热带高压脊的薄弱环节影响保持向西北方向移动。到11月9日，中心附近有新的对流区持续，还有带状特征形成。虽然一直有风切变的不利影响，但低气压还是升级成了热带风暴罗莎，只是风力时速最高也只达到65公里。气旋在热带风暴强度下只保持了18小时，11月10日清晨就减弱成热带低气压，并在同日晚些时候消散。罗莎是2000年以来东太平洋和中太平洋盆地发展出的第一场热带风暴，也是2002年以来同一盆地在这个月形成的第一个热带低气压。这一天气系统没有对陆地造成任何影响。

### 第二十号热带低气压
10月21日，一股东风波离开西非海岸，在穿越大西洋期间短暂发展出两个强度较弱的低气压区，于11月1日进入太平洋。东风波与热带辐合带发生相互作用，使雷暴活动缓慢增长。系统中发展出弧状对流带后，估计于11月11日凌晨0点左右在曼萨尼约西南方向约1050公里洋面获归类成第二十号热带低气压，其存在期间始终没有同热带辐合带完全分离。。美国国家飓风中心在针对低气压发布的首份公告中预测，系统会小幅强化为热带风暴，并且至少将持续两天时间，在起初的24小时过后，风切变会逐渐增长。但是，系统环流实际上却大幅拉长，估计在11月11日晚就退化成了低压槽。

### 飓风塞尔吉奥
第二十号热带低气压退化成低压槽数天后，第二十一号热带低气压于11月13日在曼萨尼约以南约740公里洋面由一股东风波发展形成。系统在向东南方向前进期间稳步增强，于11月15日达到风力时速175公里的最高强度。随后，飓风转向北上，并开始因风切变增多而减弱。塞尔吉奥之后转向西进，最终于11月20日在最初形成位置的西北偏西方向约515公里海域消散，自始至终都远离墨西哥海岸。
墨西哥海岸沿线降下小雨，但造成的影响很小。塞尔吉奥的形成标志着2006年成为12年来最活跃的太平洋飓风季，也是有纪录以来第一个在11月有超过一场热带风暴形成的太平洋飓风季。这场风暴持续了7天时间，截止2015年仍然是最长寿的11月太平洋飓风，并且强度也创下新纪录，仅次于2015年的飓风桑德拉和2011年的飓风肯尼斯。

## 风暴名称
以下列表中显示了2006年用来给东北太平洋风暴命名的名称，与2000年采用的名单相同，由于没有名称退役，所以这份名单还会在2012年再度使用。列表中没有命名的名称将以灰色显示。
|  |  | - Tara（未用） - Vicente（未用） - Willa（未用） - Xavier（未用） - Yolanda（未用） - Zeke（未用） |

以下列表中显示了2006年用来给中太平洋（指国际日期变更线到西经140°的太平洋）形成风暴命名的名称，全年只使用了“伊欧凯”（Ioke）这一个名称。
|  | - Kika（未用） | - Lana（未用） | - Maka（未用） |

### 退役
2007年春，世界气象组织将“伊欧凯”从中北太平洋风暴名单中退役，并以“艾欧帕”（Iopa）替换。夏威夷州民防部门还在第61届跨部门飓风会议上提出，飓风丹尼尔已经造成了很大的威胁和损失，因此请求将其名称退役。但世界气象组织没有同意这项请求。

## 季节影响
以下表格中列出了2006年太平洋飓风季形成的所有风暴，其中包括其存在周期、名称、影响区域、损失数额和死亡人数。所有损失和死亡人数包括风暴处于温带气旋、低气压或是东风波时期，损失数额单位为2006年美元。
| 萨菲尔-辛普森飓风风力等级 |    |    |    |    |    |    |
| TD                        | TS | C1 | C2 | C3 | C4 | C5 |

| 風暴名稱 | 持續日期          | 最高強度   | 持續風速      | 氣壓                           | 影響地區                                                 | 損失 （美元） | 死亡人數 | 來源 |
| -------- | ----------------- | ---------- | ------------- | ------------------------------ | -------------------------------------------------------- | ------------- | -------- | ---- |
| 阿莱塔   | 5月27至30日       | 热带风暴   | 每小时72公里  | 1002毫巴（百帕，29.6英寸汞柱） | 无                                                       | 很小          | 0        |      |
| 二E      | 6月3至5日         | 热带低气压 | 每小时56公里  | 1005巴（百帕，29.7英寸汞柱）   | 无                                                       | 未知          | 0        |      |
| 巴德     | 7月11至16日       | 三级飓风   | 每小时201公里 | 953毫巴（百帕，28.1英寸汞柱）  | 无                                                       | 无            | 0        |      |
| 卡洛塔   | 7月12至16日       | 一级飓风   | 每小时137公里 | 981毫巴（百帕，29英寸汞柱）    | 无                                                       | 无            | 0        |      |
| 丹尼爾   | 7月16至26日       | 四级飓风   | 每小时240公里 | 933毫巴（百帕，27.6英寸汞柱）  | 无                                                       | 无            | 0        |      |
| 艾米利亚 | 7月21至28日       | 热带风暴   | 每小时105公里 | 990毫巴（百帕，29英寸汞柱）    | 无                                                       | 未知          | 0        |      |
| 法比奥   | 7月31日至8月3日   | 热带风暴   | 每小时80公里  | 1000毫巴（百帕，30英寸汞柱）   | 无                                                       | 无            | 0        |      |
| 吉尔玛   | 8月1至3日         | 热带风暴   | 每小时64公里  | 1004毫巴（百帕，29.6英寸汞柱） | 无                                                       | 无            | 0        |      |
| 赫克托   | 8月15至23日       | 二级飓风   | 每小时180公里 | 966毫巴（百帕，28.5英寸汞柱）  | 无                                                       | 无            | 0        |      |
| 伊欧凯   | 8月20至27日       | 五级飓风   | 每小时260公里 | 915毫巴（百帕，27英寸汞柱）    | 威克岛（8月30日以风力时速249公里强度直接袭击，没有登陆） | 8800万        | 0        |      |
| 伊莱亚娜 | 8月21至27日       | 三级飓风   | 每小时190公里 | 955毫巴（百帕，28.2英寸汞柱）  | 无                                                       | 很小          | 1        |      |
| 约翰     | 8月28日至9月4 目  | 四级飓风   | 每小时210公里 | 948毫巴（百帕，28英寸汞柱）    | 墨西哥卡布埃斯特角（9月1日以风力时速180公里强度登陆）    | 6090万        | 5        |      |
| 克里斯蒂 | 8月30日至9月8日   | 一级飓风   | 每小时130公里 | 985毫巴（百帕，29.1英寸汞柱）  | 无                                                       | 无            | 0        |      |
| 莱恩     | 9月13至17日       | 三级飓风   | 每小时201公里 | 952毫巴（百帕，28.1英寸汞柱）  | 玛丽亚群岛（9月15日以风力时速169公里强度登陆）           | 2.03亿        | 4        |      |
| 莱恩     | 9月13至17日       | 三级飓风   | 每小时201公里 | 952毫巴（百帕，28.1英寸汞柱）  | 墨西哥埃尔多拉多（9月16日以风力时速201公里强度登陆）     | 2.03亿        | 4        |      |
| 米利安   | 9月16至18号       | 热带风暴   | 每小时72公里  | 999毫巴（百帕，29.5英寸汞柱）  | 无                                                       | 无            | 0        |      |
| 二       | 9月19至20日       | 热带低气压 | 每小时56公里  | 1007毫巴（百帕，29.7英寸汞柱） | 无                                                       | 无            | 0        |      |
| 三       | 9月26至27日       | 热带低气压 | 每小时56公里  | 1008毫巴（百帕，29.8英寸汞柱） | 无                                                       | 无            | 0        |      |
| 诺曼     | 10月9至15日       | 热带风暴   | 每小时80公里  | 1000毫巴（百帕，30英寸汞柱）   | 墨西哥曼萨尼约（10月15日以风力时速56公里强度登陆）       | 无            | 0        |      |
| 奥利维亚 | 10月9至12日       | 热带风暴   | 每小时72公里  | 1000毫巴（百帕，30英寸汞柱）   | 无                                                       | 无            | 0        |      |
| 四       | 10月13至14日      | 热带低气压 | 每小时56公里  | 1007毫巴（百帕，29.7英寸汞柱） | 无                                                       | 无            | 0        |      |
| 保罗     | 10月21至26日      | 二级飓风   | 每小时169公里 | 970毫巴（百帕，29英寸汞柱）    | 墨西哥阿尔塔穆拉岛（10月26日以风力时速48公里强度登陆）   | 320万         | 4        |      |
| 十八     | 10月26至27日      | 热带低气压 | 每小时56公里  | 1007毫巴（百帕，29.7英寸汞柱） | 无                                                       | 无            | 0        |      |
| 未命名   | 10月30日至11月4日 | 亚热带风暴 | 每小时97公里  | 989毫巴（百帕，29.2英寸汞柱）  | 无                                                       | 无            | 0        |      |
| 罗莎     | 11月8至10日       | 热带风暴   | 每小时64公里  | 1002毫巴（百帕，29.6英寸汞柱） | 无                                                       | 无            | 0        |      |
| 二十     | 11月11日          | 热带低气压 | 每小时56公里  | 1007毫巴（百帕，29.7英寸汞柱） | 无                                                       | 无            | 0        |      |
| 塞尔吉奥 | 11月13至20日      | 二级飓风   | 每小时180公里 | 965毫巴（百帕，28.5英寸汞柱）  | 无                                                       | 无            | 0        |      |
| 季節總結 |                   |            |               |                                |                                                          |               |          |      |
| 22       | 5月27日至11月20日 |            | 每小时260公里 | 915毫巴（百帕，27英寸汞柱）    |                                                          | 3.55亿        | 14       |      |

## 解释说明
1. ↑  大型飓风指最大持续风速达到每小时至少179公里的热带气旋，在萨菲尔-辛普森飓风等级中可以达到三级或以上[2]。
2. ↑  东风波指的是沿信风移动的低压槽[2]。
3. ↑  伊欧凯于8月27日穿越国际日期变更线成为台风。
4. ↑  飓风伊欧凯虽然没有登陆，但仍然给威克岛造成了严重破坏。